# Nam Sơn, Thâm Quyến
Nam Sơn (tiếng Trung: 南山区; bính âm: Nánshan Qū) là một trong 6 quận nội thành của thành phố Thâm Quyến, tỉnh Quảng Đông, Cộng hòa Nhân dân Trung Hoa. Trong quận này có Đại Nam Sơn và Tiểu Nam Sơn nên quận này mới có tên là Nam Sơn. Nam Sơn ở phía tây nam của Thâm Quyến.

## Điểm tham quan
- Window of the World